# Bhadrabahu
Bhadrabahu (ur. III w. p.n.e.) – asceta dźinijski, żył najprawdopodobniej w czasach Ćandragupty Maurji i był jego mistrzem duchowym. Na koniec okresu trwania dwudziestoletniej suszy wraz z królem i uczniami wybrał się do Karnataki, gdzie zagłodził się na śmierć. Członkowie odłamu dźinijskiego digambara uważają go za założyciela ich ruchu i przypisują mu redakcję następujących dzieł:
- Kalpasutra[1]
- Niryukti
- Dristivada